# Círculos de Arquímedes

Los círculos de Arquímedes (rojo) de un arbelos (gris)

Animación de los círculos de Arquímedes para varias posiciones del punto B en el segmento AC

En geometría, los círculos de Arquímedes (también llamados círculos gemelos) son dos círculos especiales asociados con un arbelos, una figura determinada por tres puntos colineales A, B y C que delimita la región triangular curvilínea entre los tres semicírculos que tienen AB, BC y AC como sus diámetros. Si el arbelos se divide en dos regiones más pequeñas mediante un segmento a través del punto intermedio B perpendicular a la línea ABC, entonces cada uno de los dos círculos de Arquímedes se encuentra dentro de una de estas dos regiones, son tangentes a sus dos lados semicirculares y al segmento de división, y tienen el mismo diámetro.
Estos círculos aparecieron por primera vez en el Libro de los Lemas, donde se demuestra (Proposición V) que los dos círculos son congruentes.
Thábit ibn Qurra, quien tradujo este libro al árabe, atribuyó la proposición al matemático de la antigua Grecia Arquímedes. Basándose en esta afirmación, los círculos gemelos, y varios otros círculos en los arbelos congruentes con ellos, también se han llamado "círculos de Arquímedes". Sin embargo, esta atribución ha sido cuestionada por estudios posteriores.

## Construcción
Específicamente, sean {\displaystyle A}, {\displaystyle B} y {\displaystyle C} las tres cúspides de un arbelos, con {\displaystyle B} situado entre {\displaystyle A} y {\displaystyle C}. Sea {\displaystyle H} el punto donde el semicírculo más grande intercepta la línea perpendicular a {\displaystyle AC} a través del punto {\displaystyle B}. El segmento {\displaystyle BH} divide el arbelos en dos partes. Los círculos gemelos están inscritos en estas dos partes, y cada uno es tangente a uno de los dos semicírculos más pequeños, al segmento {\displaystyle BH} y al semicírculo más grande.
Cada uno de los dos círculos está determinado únicamente por sus tres tangencias. Construirlo es un caso especial del Problema de Apolonio.
También se han encontrado enfoques alternativos para construir dos círculos congruentes con los círculos de Arquímedes. Estos círculos también se han llamado círculos gemelos. Incluyen el círculo de Bankoff, los círculos de Schoch y los círculos de Woo.

## Propiedades
Sean a y b los diámetros de dos semicírculos internos, de modo que el semicírculo externo tenga el diámetro a + b. El diámetro de cada círculo gemelo es entonces
{\displaystyle d={\frac {ab}{a+b}}}
Alternativamente, si el semicírculo externo tiene diámetro unidad y los círculos internos tienen diámetros {\displaystyle s} y {\displaystyle 1-s}, el diámetro de cada círculo gemelo es
{\displaystyle d=s(1-s).\,}
El círculo más pequeño que encierra ambos círculos gemelos tiene la misma área que el arbelos.